# 川上貴一
川上 貴一（かわかみ きいち、1995年12月4日 - ）は日本の男子バスケットボール選手。熊本県出身。

## 人物
中原小学校、人吉第二中学校、人吉高等学校、福岡大学を卒業。
2017年12月、福岡大学在学中にライジングゼファーフクオカに練習参加。
2018年2月、福岡大学在学中に特別指定選手として鹿児島レブナイズと契約。
2018-19シーズンも、鹿児島レブナイズとの契約を継続。
2022年オフ、山口ペイトリオッツに移籍。

## 受賞歴
出典
- 全九州学生バスケットボール選手権大会 得点王
- 日本学生選抜バスケットボール大会 九州選抜
- 全九州春季バスケットボール選手権 得点王・3Pシュート王

## 個人成績
| シーズン   | チーム           | GP | GS | MPG | FG%  | 3P%  | FT%  | RPG | APG | SPG | BPG | TO  | PPG |
| ---------- | ---------------- | -- | -- | --- | ---- | ---- | ---- | --- | --- | --- | --- | --- | --- |
| B3 2017-18 | 鹿児島レブナイズ | 19 | 2  | 9.7 | 26.6 | 22.4 | 33.3 | 1.3 | 0.5 | 0.4 | 0.0 | 0.4 | 2.3 |
| B3 2018-19 | 鹿児島レブナイズ |    |    |     |      |      |      |     |     |     |     |     |     |